# Big Bad Voodoo Daddy
Big Bad Voodoo Daddy es una banda contemporánea de neoswing, proveniente del Sur de California, en Estados Unidos. Sus sencillos más notables incluyen "Go Daddy-O", "You & Me & the Bottle Makes 3 Tonight (Baby)" y "Mr. Pinstripe Suit". Ha estado en actividad desde el año 1989 hasta el presente.

## Historia
La banda se formó en Ventura, California, en 1989. Su líder y fundador, Scotty Morris, eligió el nombre del grupo luego de que el legendario guitarrista Albert Collins le firmara un póster escribiendo "To Scotty, the big bad voodoo daddy". En 1989, Morris fundó la banda con Kurt Sodergren. La banda lanzó dos álbumes, Big Bad Voodoo Daddy y Watchu' Want for Christmas? con su propio sello discográfico, Big Bad Records, antes de alcanzar un gran éxito con sus canciones "You & Me & the Bottle Makes 3 Tonight (Baby)" y "I Wan'na Be Like You" and "Go Daddy-O", que fueron utilizadas como parte de la banda sonora de la película de 1996 Swingers. La banda dio crédito a su participación en Swingers por su éxito posterior.
Desde entonces, firmaron con la discográfica Capitol Records, y han realizado giras, lanzado múltiples CD y canciones, de las cuales algunas han sido utilizadas en películas y series, como la comedia de animación The Wild y en el especial de Navidad de la serie animada de Disney Phineas y Ferb.